# Echo (명령어)
echo는 도스, OS/2, 유닉스 및 유닉스 계열 운영 체제에서 문자열을 컴퓨터 터미널에 출력하는 명령어이다. 일반적으로 셸 스크립트와 배치 파일에서 화면이나 파일로 상황을 알리는 문자열을 출력할 때에 사용된다.

## 사용 예시
```
$
 
echo
 
This
 
is
 
a
 
test.
This
 
is
 
a
 
test.
$
 
echo
 
"This is a test."
 
>
 
./test.txt
$
 
cat
 
./test.txt
This
 
is
 
a
 
test.

```

유닉스의 프로그램은 -n이나 -e 등의 옵션을 지원한다. 이러한 옵션은 보통 BSD와 시스템 V 간의 비호환성 때문에 표준으로 인정받지는 못하고 있다. 이러한 문제가 발생할 때에는 printf 명령어를 사용하여 해결할 수 있다.

## 구현 예시
echo 명령어는 C 언어로도 단지 몇 줄의 코드로 구현이 가능하다.
```
/* echo command-line arguments */

#include
 
<stdio.h>

int
 
main
(
int
 
argc
,
 
char
 
*
argv
[])
 
{

  
int
 
i
;

  
for
 
(
i
 
=
 
1
;
 
i
 
<
 
argc
;
 
i
++
)

    
printf
(
"%s%s"
,
 
argv
[
i
],
 
(
i
 
<
 
argc
-1
)
 
?
 
" "
 
:
 
""
);

  
printf
(
"
\n
"
);

  
return
 
0
;

}

```

스크립트 언어로는 한 줄로도 만들 수 있다.
```
$
 
perl
 
-e
 
'print join " ", @ARGV; print "\n"'
 
This
 
is
 
a
 
test.
This
 
is
 
a
 
test.
$
 
python
 
-c
 
"import sys; print ' '.join(sys.argv[1:])"
 
This
 
is
 
a
 
test.
This
 
is
 
a
 
test.

```

## 같이 보기
- 도스 명령어 목록

## 참고 자료
1. ↑  IEEE Std 1003.1, 2004, documentation for echo